# Карл I Брауншвейг-Вольфенбюттельский
Карл I Брауншвейг-Вольфенбюттельский (нем. Karl I. von Braunschweig-Wolfenbüttel; 1 августа 1713, Брауншвейг — 26 марта 1780, Брауншвейг) — герцог Брауншвейг-Вольфенбюттеля с 13 сентября 1735 года.

## Биография
На момент рождения Карла его семья представляла собой боковую ветвь герцогского дома. Фердинанд Альбрехт поддерживал тесные связи с королём Пруссии Фридрихом Вильгельмом I. В июне 1733 года произошло бракосочетание прусского наследного принца Фридриха с сестрой Карла, Елизаветой Кристиной. Несколькими неделями позднее, 2 июля 1733 года Карл женился на сестре Фридриха, Филиппине Шарлотте Прусской.
Карл начал военную карьеру на имперской службе. В 1733 году он стал шефом кирасирского полка. 4 апреля 1735 года в период войны за польское наследство он был произведен в имперские генералфельдвахтмейстеры (примерный аналог — генерал-майор).
13 сентября 1735 года неожиданно умер его отец, ставший герцогом выморочного княжества Брауншвейг-Вольфенбюттель лишь в марте 1735 года. Карл остался на имперской службе, но получил теперь шефство над полком отца.
Заинтересовавшись идеями Просвещения и меркантилизма, Карл вместе со своим главным министром Шрадером фон Шлиштедтом начал развивать и улучшать своё мелкое княжество. Чтобы обеспечить новые источники дохода погрязшей в долгах при его предшественниках казне, герцог содействовал торговле и промышленности. По инициативе Иоганна Георга фон Лангена были основаны государственные промышленные предприятия зеркальный завод в Грюнеплане (1740 год) и фарфоровая фабрика в Фюрстенберге (1746 год).
Среди направленных на благо общества мероприятий можно упомянуть создание кассы для вдов и сирот, пожарной кассы и ломбарда (предшественника Брауншвейгского Государственного банка), генеральное межевание, принятие закона о бедных, улучшение правосудия, основание справочного бюро и врачебной коллегии.
Фундаментальное значение имели реформы в области народного образования. Герцог Карл I основал названное в его честь учебное заведение Collegium Carolinum, ныне Брауншвейгский технический университет.
В 1753 году перенёс свою резиденцию из Вольфенбюттеля в Брауншвейг, где основал один из первых в Германии музеев. Похоронен в крипте Брауншвейгского собора.

## Семья
Родной брат супруга Анны Леопольдовны Антона Ульриха Брауншвейгского, полководца Фердинанда Брауншвейгского, королевы Пруссии Елизаветы Кристины и королевы Дании Юлианы Марии, старший сын герцога Фердинанда Альбрехта II Брауншвейг-Вольфенбюттель-Бевернского и принцессы Антуанетты Амалии Брауншвейг-Вольфенбюттельской.
Сестра Карла Елизавета Кристина Брауншвейгская в июне 1733 года вышла замуж за кронпринца Пруссии Фридриха, ставшего впоследствии королём Пруссии Фридрихом Великим.
Карл I 2 июля 1733 года женился на сестре Фридриха Филиппине Шарлотте Прусской. В браке родилось 13 детей:
- Карл II Вильгельм Фердинанд (1735—1806)
- Георг Франц (1736—1737)
- София Каролина Мария (1737—1817), замужем за маркграфом Фридрихом III Бранденбург-Байрейтским (1711—1763).
- Кристиан Людвиг (1738—1742)
- Анна Амалия (1739—1807), замужем за герцогом Эрнстом Августом II Саксен-Веймар-Эйзенахским (1737—1758).
- Фридрих Август (1740—1805)
- Альбрехт Генрих (1742—1761)
- Луиза Фридерика (1743—1744)
- Вильгельм Адольф (1745—1770) — полковник прусской и генерал русской службы.
- Елизавета Кристина (1746—1840) — первая супруга короля Пруссии Фридриха Вильгельма II.
- Фридерика Вильгельмина (1748—1758)
- Августа Доротея (1749—1810), аббатиса Гандерсгеймского монастыря.
- Максимилиан Юлиус Леопольд (1752—1785) —  генерал прусской армии.